# Eriogonum divaricatum
Eriogonum divaricatum är en slideväxtart som beskrevs av William Jackson Hooker. Eriogonum divaricatum ingår i släktet Eriogonum och familjen slideväxter. Inga underarter finns listade i Catalogue of Life.